# Shaanxi KJ-3000
Shaanxi KJ-3000 (розмовна назва літака, офіційних підтверджень немає) — китайський літак ДРЛС що розробляється для потреб Повітряних сил та ВМС Народно-визвольної армії. В якості бази використано китайський військово-транспортний літак Y-20, оснащений силовою установкою WS-20 місцевого виробництва.
Станом на травень 2025 року відомо про виготовлення одного прототипу літака, що має серійний номер 7821, але ще не має фарбування.

## Опис
Наприкінці грудня 2024 року з'явилися нові автентичні зображення китайського літака раннього попередження та контролю Shaanxi KJ-3000, які дають обмежене уявлення про його конфігурацію. Він має великий круглий обтічник зверху над хвостовою частиною фюзеляжу, який зазвичай можна побачити на багатьох літаках AEW&C, зокрема, китайському KJ-2000, російському А-50 (на базі Іл-76) і американському E-3 Sentry, додаткові великі куполи зверху в передній частині фюзеляжу та під хвостовою частиною. На відміну від обертових головних обтічників на A-50 та E-3, обтічники на верхній частині існуючих китайських KJ-2000, KJ-500 є фіксованими та використовують три окремі антени з активним електронним скануванням (AESA) для забезпечення 360-градусного покриття.
KJ-3000 на базі Y-20 має переваги над іншими китайськими літаками AEW&C у швидкості, радіусі дії та часі перебування на чергуванні. Він також може літати на більших висотах, щоб забезпечити кращий огляд для свого радара, що особливо важливо для забезпечення можливості для виявлення та відстеження низьколітаючих літаків і ракет. Крім того, більший екіпаж KJ-3000 може краще виконувати триваліші та складніші завдання. Оскільки KJ-3000 є повністю китайським виробом, то його порівняно з KJ-2000 буде легше обслуговувати, модернізовувати, а також оновлювати парк цих літаків.
KJ-3000 також оснащений штангою дозаправки в повітрі, що встановлена над кабіною пілотів. Також матиме можливість літати на великих висотах, щоб забезпечити краще розташування для свого радара. На верхній частині носовій частині фюзеляжу розташований ряд помітних антен. Може використовувати радарну решітку з двома, а не трьома антенами, хоча наразі це не можна підтвердити.